# 日本美容外科医師会
特定非営利活動法人 日本美容外科医師会（にほんびようげかいしかい）、英称：Japanese Associoation of Cosmetic Surgeonsは、美容外科医及び美容を重視した医療をおこなっている他の専門医を会員とし、1997年に結成された。

## 概要
日本美容外科医師会は、1997年に結成された特定非営利活動法人である。所属する会員は美容外科医が中心で、医師・美容外科医や美容を重視した診療を行っている専門医たちで構成されている。
日本美容外科医師会の主な活動は、所属会員がトップレベルな美容医療の能力を維持できるよう、会報の発行や勉強会の開催、最新情報を共有、情報交換を促進する活動である。その他には、美容医療に関する広報活動や美容関連・エステなどの美容産業の被害者ヘルプラインとしての「美容メール相談」を受付している。
事務局所在地は、東京都港区と愛知県名古屋市中村区にある。

## 認定医師機関
- 日本美容外科医師会認定医療機関

## 事務局
- 郵便番号：107-0052
東京都港区赤坂2-14-27：国際新赤坂ビル東館12F
- 郵便番号：450-0002
愛知県名古屋市中村区名駅4-8-12：菱信ビル405